# Brovarí
Brovarí (en ucraniano: Бровари́) es una ciudad de Ucrania, ubicada en la óblast de Kiev. Su población es de aproximadamente 110 000 habitantes (2025).

## Historia
Brovarí fue mencionada por primera vez en el año 1630. Su nombre traducido del ucraniano significa «cervecerías». En el año 2000 uno de sus bloques de apartamentos fue alcanzado por un misil lanzado desde un campo de tiro del ejército en Honcharivske. Tres personas fallecieron en el accidente.
En la actualidad, Brovarí es la capital de fabricación de calzado de Ucrania con docenas de empresas ubicadas en la ciudad. En Brovarí, también hay un centro de transmisión para ondas largas y cortas. El transmisor de onda larga, que funciona a 207 kHz, utiliza como antena dos radiadores de mástil de 259,6 metros de altura, cada uno equipado con una antena de jaula en su parte inferior. Brovarí también es un centro deportivo importante de Ucrania. Varios campeones mundiales y olímpicos nacieron o comenzaron su carrera aquí. La planta nacional de menta de Ucrania se encuentra en Brovarí.
Brovarí es un centro de distrito en la región de Kiev. Se encuentra a 20 kilómetros de la capital de Ucrania, Kiev. El distrito de Brovarí se encuentra en las áreas de bosques mixtos. El clima es moderadamente continental con una temperatura media de -6 °C en enero y +19 °C en julio.
El territorio de la región fue poblado hace siglos por los antepasados de los habitantes actuales: los tripilianos, que fueron los primeros en Europa en sembrar las semillas del conocido pan ucraniano. Brovarí fue mencionado por primera vez en 1630. En ese momento solo había 60 o 70 casas en Brovarí, pero en 1649 se sabe que allí se formó un grupo cosaco. Los cosacos participaron en la Rebelión de Jmelnitski bajo el liderazgo de Bohdán Jmelnitski.